# Campylophyllum hispidulum
Campylophyllum hispidulum là một loài Rêu trong họ Hypnaceae. Loài này được (Brid.) Hedenäs mô tả khoa học đầu tiên năm 1997.